# Järvträsk
Järvträsk is een plaats in de gemeente Arvidsjaur in het landschap Lapland en de provincie Norrbottens län in Zweden. De plaats heeft 51 inwoners (2005) en een oppervlakte van 30 hectare. De plaats ligt aan het meer Järvträsket en wordt grotendeels omringd door naaldbos. De plaats Arvidsjaur ligt ongeveer vijftig kilometer ten noorden van de plaats.
Bestuurscentrum: Arvidsjaur (tätort)
Tätort: Glommersträsk · Moskosel ·
Småort: Abborrträsk · Auktsjaur · Järvträsk · Lauker